# 天主圣三教堂 (慕尼黑)
天主圣三教堂 (慕尼黑)（Dreifaltigkeitskirche）是一座天主教教堂，位于德国城市慕尼黑内城区西北部的Pacellistraße，巴伐利亚巴洛克风格，建于1711年至1718年。这是一个加尔默罗会修道院教堂。
这座教堂是一次许愿的结果。Maria Anna Lindmayr预言，希望奥地利在西班牙王位继承战争中坚持下来。堂内有相当重要的艺术品，包括阿桑兄弟、约瑟夫·鲁菲尼、Andreas Faistenberger、約翰·巴普提斯特·施特勞普和约翰·乔格·巴德尔的作品。 

## 图片

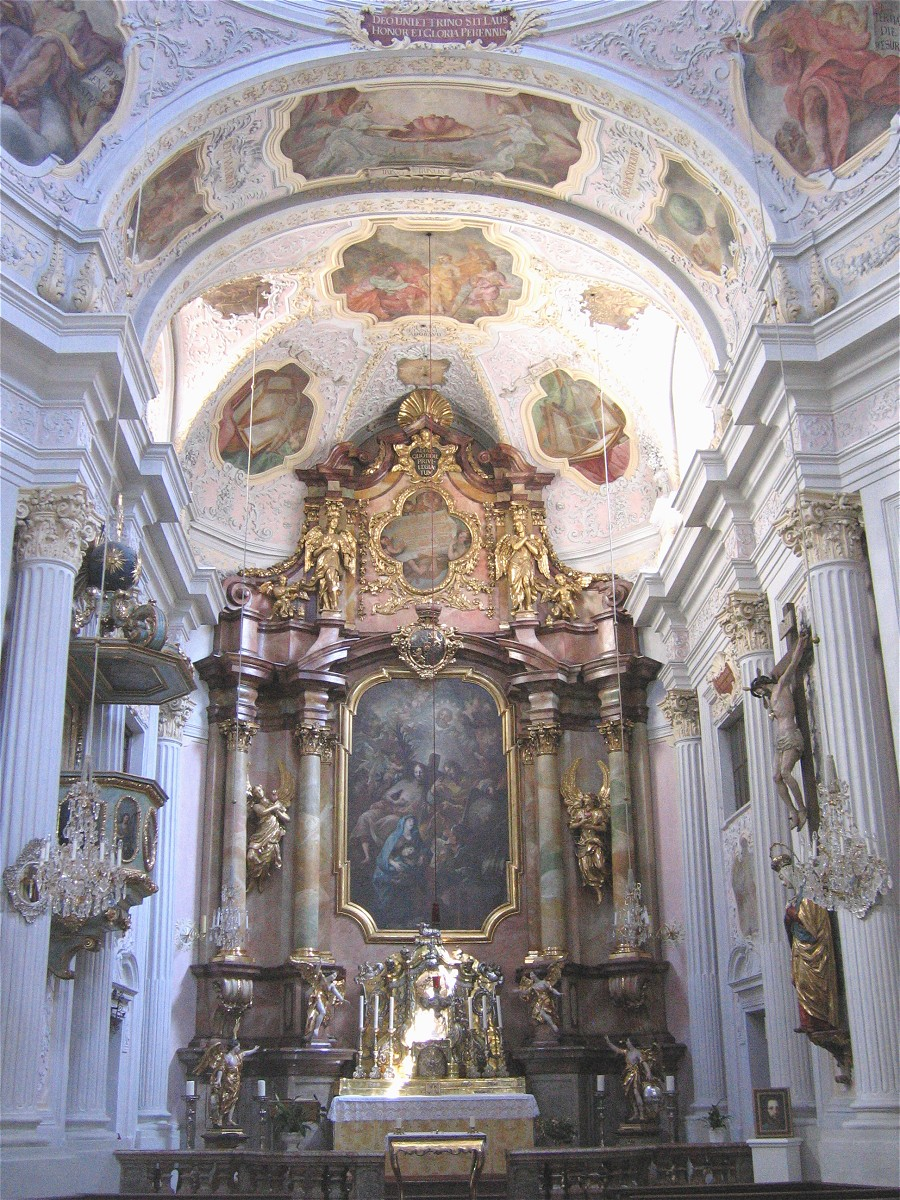
祭台
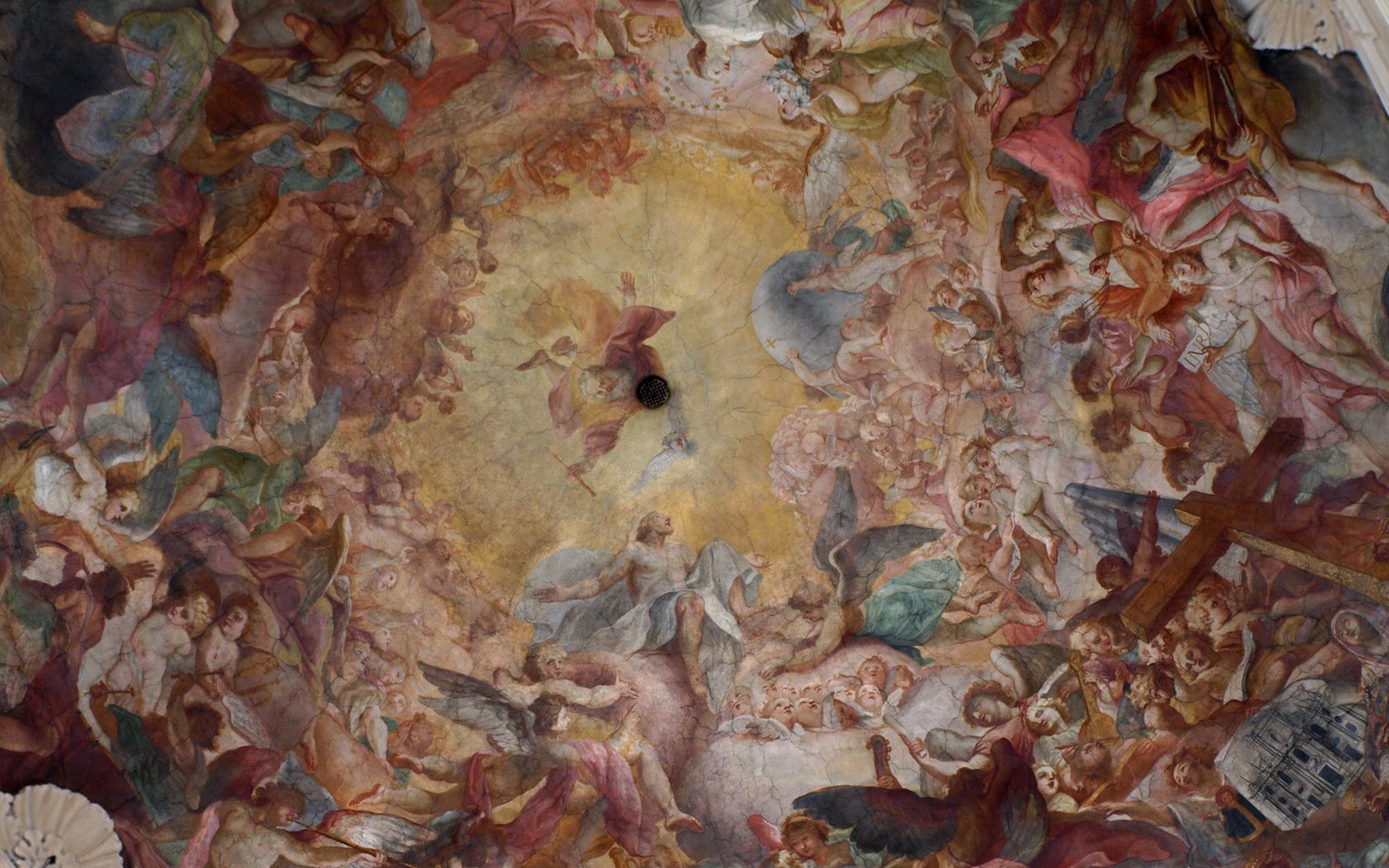
壁画
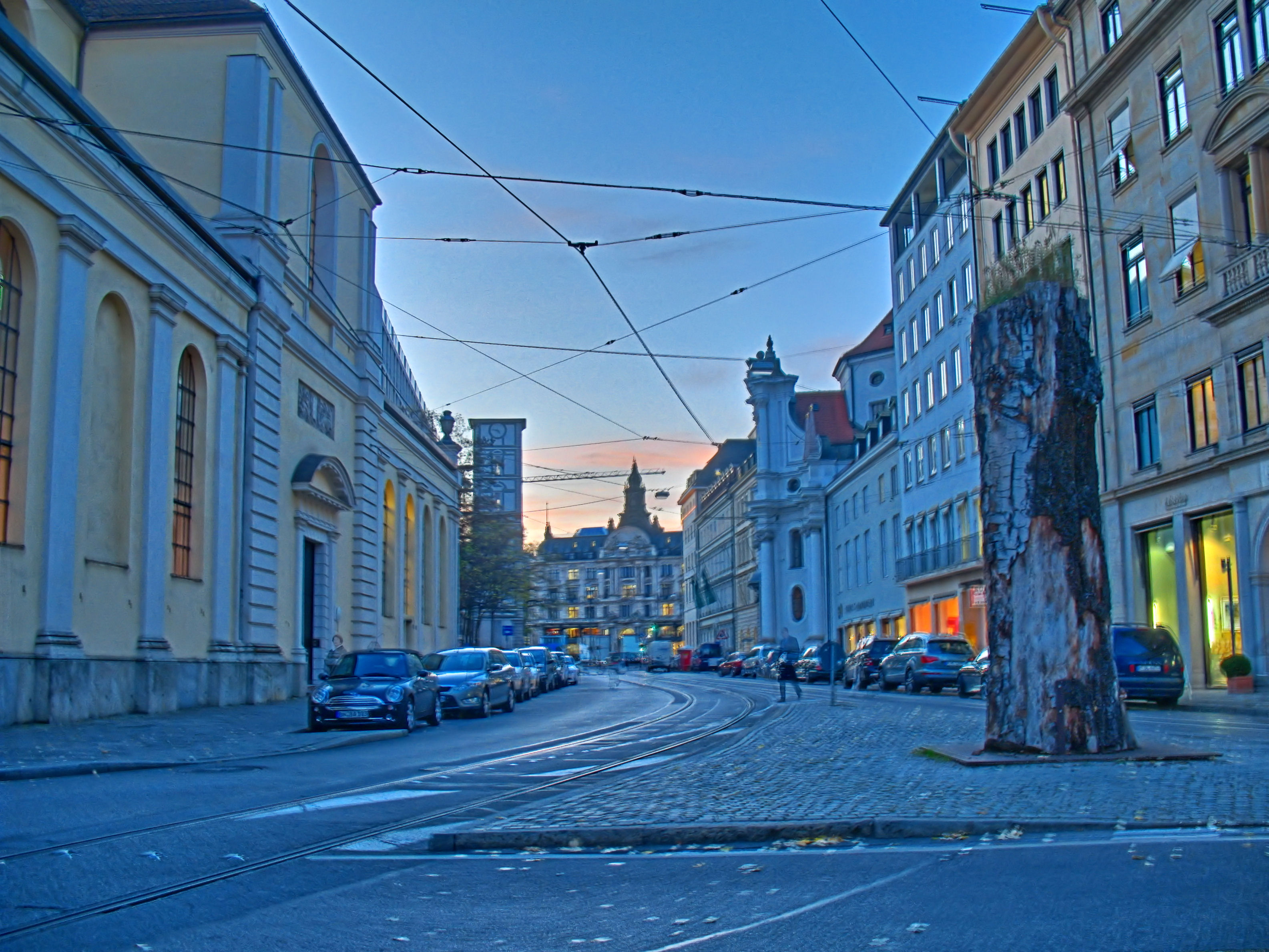
门前的街道